# Gran Erg
El Gran Erg (gran desert d'arena) és una gran extensió desèrtica d'Algèria. Està dividit en:
- Gran Erg Occidental, massís de dunes de 80.000 km² (de dunes de mitja lluna, arribant a gairebé 300 metres d'alçada). És el segon erg més gran al nord d'Algèria, darrere del Gran Erg Oriental. Aquesta regió de veritable desert rep menys de 250 mm de pluja a l'any.[1] No té poblats humans i no hi ha camins al seu través.[2] El gran Erg Occidental s'estén pel sud de l'Atles saharià i té a l'oest el Saoura, i a l'est la regió de El-Menia, amb l'altiplà de Tademait al sud-est.
- Gran Erg Oriental, desert de dunes d'arena d'Algèria i en una petita part de Tunísia, que es troba al nord de l'altiplà (tassili) d'Ahaggar (en la part del nord, el tassili En Ajjer), i arriba fins a Tunísia (de la qual ocupa el quart sud-oest del pais) al nord-est i fins a l'altiplà de Tademaït al sud-oest. La superfície principal correspon a Algèria, que en té al seu territori 8/10 parts. Tunísia té només 1/10 part. La superfície és d'uns 190.000 km² dels quals uns 35.000 km² són en territori tunisià.